# Друга французька імперія

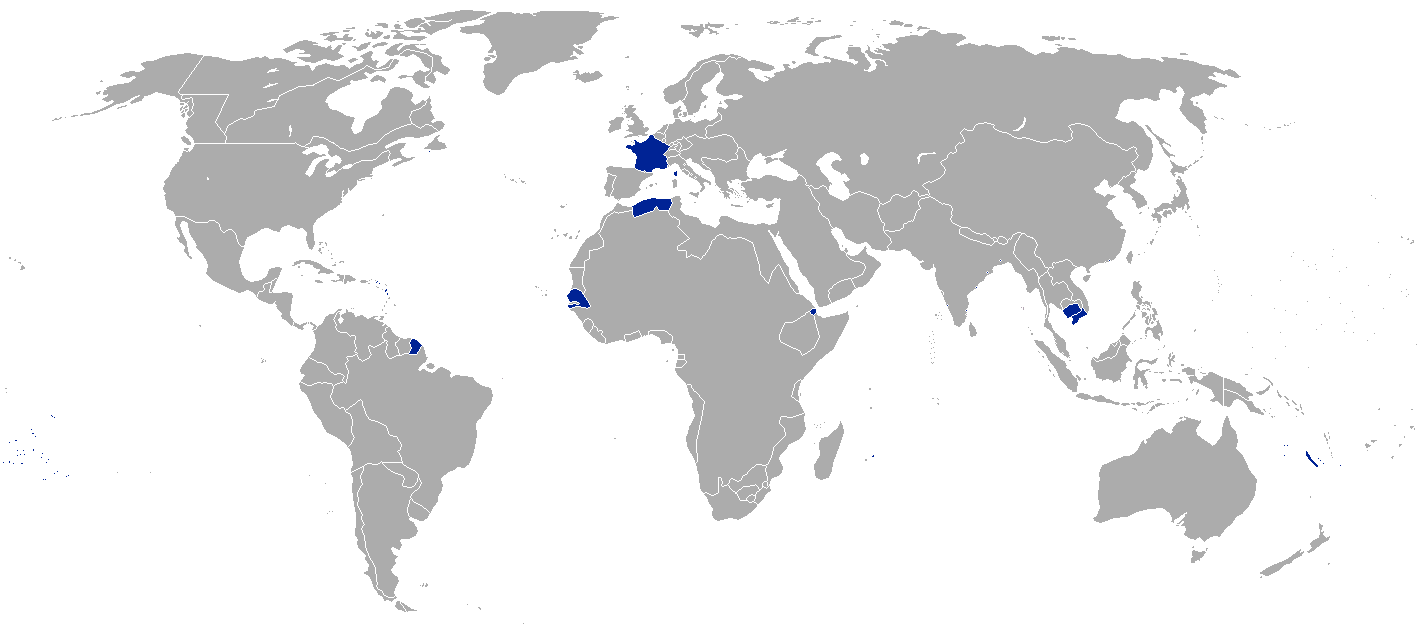
Колонії та території, що належали Другій французькій імперії в 1867, виділені синім кольором

Друга французька імперія (фр. Second Empire Français), офіційно Французька Імперія (фр. Empire Français) — період в історії Франції з 1852 по 1870 роки, що збігається з часом правління імператора Наполеона ІІІ.
Після того, як Наполеон ІІІ в ході франко-прусської війни потрапив у німецький полон під Седаном (вересень 1870), у Бордо Національні збори змістили його із трону, і Друга імперія припинила своє існування. Незабаром у Франції була проголошена Третя республіка.

## Криза республіки і бонапартистський переворот
Утвердження Другої імперії стало наслідком загальної кризи Другої республіки у Франції. Для її подолання в конституції, ухваленій Установчими зборами, була створена посада «керівника держави» — президента, який мав надзвичайні повноваження. Республіканці розраховували, що французи, які прагнули «сильної руки», оберуть президентом їхнього протеже — генерала Луї Кавеньяка. Проте робітники не пробачили генералу розправ над паризькими пролетарями під час червневого повстання 1848 року, а його спільникам-депутатам — відмови гарантувати їм права на працю. Селяни теж не довіряли республіканцям і голосували переважно за Луї Бонапарта, який повернувся до Франції після революції та обіцяв дрібним господарям захищати їхні інтереси. Саме Бонапарт і був обраний у грудні 1848 року президентом.
Перші ж дії Бонапарта на посаді викликали численні протести, проте віддані керівнику держави війська розігнали усі маніфестації. А католицька церква на знак вдячності Бонапарту за допомогу в відновленні світської влади папи підтримувала президента беззастережно. Селяни та інші дрібні власники були задоволені тим, що Бонапарт скасував обтяжливі податки, запроваджені республіканцями. Представники великої буржуазії відверто закликали до відновлення монархії.
2 грудня 1851 року президент за допомогою армії здійснив державний переворот і розпустив парламент. Депутати на чолі з Гюго намагалися підняти повстання в столиці — але зазнали поразки. Бонапарт урочисто оголосив про відновлення загального виборчого права та провів референдум, під час якого більшість громадян, що взяли участь в голосуванні, підтримали дії президента. А через рік, під час нового
референдуму французи висловилися за надання Бонапарту титулу імператора — він зійшов на трон під іменем Наполеона III.

## Засади нового режиму
Хоча структура та механізм державного апарату обох французьких імперій були досить схожими, однак їх установчі принципи значно різнилися. Призначення імперії, як полюбляв говорити Наполеон ІІІ, — досягнення справедливості всередині країни та вічного миру у зовнішніх відносинах. Отримавши владу через загальнонародні вибори, Луї Наполеон вже бувши її позбавлений, часто критикував попередні олігархічні уряди Франції за нехтування соціальними проблемами. Натомість він намагався їх вирішувати з допомогою особливої системи державного управління, побудованої згідно із т. зв. «Наполеонівською ідеєю». На чолі цієї системи мав знаходитись обраний народом імператор як уособлення демократії, і звідси — правитель, наділений верховним статусом. Крім того, останній французький імператор вважав себе продовжувачем справи Наполеона І, що «виринув у всеозброєнні із хвиль французької революції наче Мінерва із голови Юпітера», як захисник суспільних здобутків, досягнутих в революційний період.
За конституцією уся влада в державі належала імператору, який на власний розсуд призначав і звільняв міністрів та інших посадовців. Він же визначав склад Державної ради та Сенату. Нижня палата парламенту обиралася, але під пильним наглядом поліції. До того ж обрані депутати не могли навіть пропонувати власні законопроєкти — лише затверджували або відкидали документи, запропоновані Державною радою. Всі часописи підлягали цензурі, їхніх редакторів призначали лише з дозволу міністра внутрішніх справ. Нагляд над початковими й середніми школами віддали католицькій церкві. Незгодних переслідували й за найменшої підозри кидали до в'язниць.
Остаточно знищити опозицію Наполеону III не вдалося, революціонери та республіканці діяли у підпіллі й навіть влаштували кілька замахів на самого імператора. Але більшість французів прагнули спокою і порядку, тож імперія залишалася непохитною. Підтримали Наполеона III навіть деякі соціалісти, зокрема П'єр Жозеф Прудон.

## Зовнішня політика Другої імперії
«Імперія — це мир», — стверджував Бонапарт напередодні коронації. Однак за його правління Франція майже безперервно воювала. Вже за кілька років після здобуття влади Наполеон III кинув виклик найвпливовішій на той час державі континенту — Росії. Приводом для сутички стала давня суперечка щодо християнських святинь у Святій землі. Під французьким тиском османський володар позбавив православних ключів від церкви Різдва Христового у Вифлеємі та віддав їх католикам. Микола I сприйняв це рішення султана як особисту образу і наказав своїм військам зайняти князівства Молдавію і Валахію, підвладні Порті. Османська імперія у відповідь оголосила Росії війну. На захист султана одразу виступив Наполеон III. Французького імператора підтримали й британці, які боялися, що цар прибере до своїх рук Стамбул та чорноморські протоки.
За промисловим розвитком Росія суттєво поступалася і Франції, і Британії. І Кримська війна завершилася її поразкою. У 1856 році був
укладений Паризький мир, що послабив одночасно і Росію, і Османську імперію. Обидві держави були позбавлені права мати в Чорному морі військові флоти та мали знищити усі оборонні споруди на узбережжі. Валахія та Молдавія здобули самостійність і невдовзі були об'єднані в єдину державу — Румунію.
Перемога над Росією лише розпалила апетити Наполеона III. Тепер він мріяв про створення великої колоніальної імперії. Вже під час Кримської війни французи домоглися від єгипетського хедива дозволу на будівництво Суецького каналу, який мав з'єднати Середземне море з Червоним і відкрити найкоротший шлях з Європи до Індійського океану. Роботи затягнулися на одинадцять років, які французи використали для свого утвердження в Єгипті. За правління Наполеона III був захоплений також сучасний Південний В'єтнам та встановлено французький протекторат над Камбоджею.

## Господарське піднесення і соціальна політика Наполеона III
Доба Другої імперії стала часом господарського піднесення Франції — найбільшого і найтривалішого за все XIX сторіччя. В країні завершилася індустріальна революція. Довжина залізниць зросла уп'ятеро, кількість парових машин, які використовувалися на фабриках, — вчетверо. Втричі збільшилися обсяги торгів на Паризькій біржі, що перетворилася на фінансовий центр не лише Франції, але й всієї материкової Європи. Були скасовані усі обмеження капіталістичного підприємництва, створені особливі банки для кредитування дорожнього будівництва, промисловості і сільського господарства. Державна підтримка селянства сприяла навіть зростанню врожаїв — майже у півтора рази.
Умови праці робітників, щоправда, залишалися важкими, а в деяких галузях навіть погіршилися. Проте Наполеон III був зацікавлений у підтримці простолюду і вживав заходів, які мали засвідчити «державну турботу» про підданих. Найманих робітників звільнили від обов'язку працювати у вихідні та святкові дні, на фабриках створювали «трудові інспекції», для працевлаштування безробітних влаштовували «громадські роботи». Сільським мешканцям почали надавати безкоштовну медичну допомогу, будували притулки для працівників, які отримали травми чи хворіли на професійнихі захворювання, лікарні для інвалідів. Було запроваджене державне піклування над одинокими і незаможними матерями.
Ухвалили закон про пенсії для державних службовців. Зрештою законом було визнане навіть право робітників на страйк — за умови, що страйкарі не вдаватимуться до насильницьких дій і не заважатимуть тим, хто не бажав кидати роботу. Була скасована й заборона на створення профспілок, запроваджена ще за часів Великої французької революції.

## Перебудова Парижа
Старий Париж, який і в середині XIX сторіччя зберігав чимало середньовічних рис, не відповідав уявленням Наполеона III про столицю величної імперії. Новий володар прагнув перетворити його на сучасне місто, в якому насамперед було б зручно жити. Поліпшити транспортне
сполучення та розпочати масштабне міське будівництво імператор доручив барону Жоржу Осману, відомому своєю енергією і наполегливістю. Тому з часом перебудову Парижа почали напівжартома називати «османізацією».
До столиці були приєднані ближчі передмістя, зокрема Монмартр. На місці заплутаних вузьких вуличок постала мережа широких, прямих і світлих бульварів. На паризьких околицях облаштували Булонський і Венсенський ліси. Парки створювалися і в межах міста, невеличкі сквери розбили чи не в кожному кварталі, а вздовж бульварів висадили дерева.

## Культура Другої імперії
Імператор прагнув слави «покровителя наук» і навіть створив власну премію за відкриття в галузі електрики. Найвидатнішими французькими вченими доби Другої імперії стали засновник соціології та філософії позитивізму Огюст Конт, фізіолог Клод Бернар та мікробіолог Луї Пастер. Успіхи науки сприяли появі нового літературного жанру — наукової фантастики, засновником якого вважають французького романіста Жюля Верна.
Художнім стилем Другої імперії став боз-ар — урочистий, еклектичний, а іноді й надмірно пишний. Архітектори доби боз-ару відкидали романтичну стриманість та сміливо використовували спадщину Відродження, бароко й ампіру, не цураючись запозичень із неоготики. Накопичення і нагромадження різних, не завжди поєднуваних між собою складових, перетворювало створені ними будівлі на своєрідні декорації «спектаклю життя». Не дивно, що найвідомішою спорудою в стилі бозар стала паризька Гран-Опера, зведена Шарлем Гарньє.
У музиці з'явився новий «легкий» жанр — оперета, справжнім майстром якої вважають Жака Оффенбаха. Бозару в архітектурі відповідав академізм в живописі. Новий стиль якнайкраще відповідав настроям та смакам тогочасного «вищого світу» — аристократії і буржуазії, які прагнули насолоджуватися заможним та комфортним життям без потрясінь і революцій.